# Novacaesareala hungerfordi
Novacaesareala hungerfordi — вид вимерлих птахів незрозумілого систематичного положення, що мешкав у палеоцені. Відомий тільки з викопних решток однієї частини крила, що знайдені у пластах формації Хорнерстаун. Вид існував близько 64 мільйони років тому на західних берегах Атлантики, де зараз знаходиться Нью-Джерсі, США.
Був найбільш близький до Torotix clemensi, ще менш вивченого птаха цього часу. Отже, він може бути поміщений у родину Torotigidae. У будь-якому разі, цей вид (а також Torotix) був морським птахом, швидше за все, родинним до Procellariiformes та Pelecaniformes.